# Demospongiae
Demospongiae of gewone sponzen vormen de grootste klasse van de stam van Sponsdieren (Porifera).

## Kenmerken
Hun lichaam bestaat uit kiezelnaalden of sponginevezels, of een combinatie van beide, maar nooit uit kalknaalden. De naalden zijn meestal 4-stralig, maar nooit 6-stralig. De lichaamsvorm is zeer variabel, en loopt van vaas- of kussenvormen tot korstvormige plakken. Deze sponzen kunnen ruim 1 meter hoog en breed worden en zijn vaak prachtig gekleurd. Ze kunnen dikwijls hele onderwatertuinen vormen.
Er is meestal geen grote centrale holte, maar een of meer kanalen die het water naar een uitstroomopening toevoeren. Deze klasse bevat veel verschillende ordes, waarvan sommigen ook in zoet water voorkomen.

## Verspreiding en leefgebied
Deze sponzen komen wereldwijd voor, zowel in ondiep als diep water, op de bodem en andere vaste oppervlakken.

## Indeling
Hooper en van Soest (zie referenties) geven de volgende indeling van Demospongiae:
- Onderklasse Homoscleromorpha
  - Orde Homosclerophorida
- Onderklasse Tetractinomorpha
  - Orde Astrophorida
  - Orde Chondrosida
  - Orde Epipolasida
  - Orde Hadromerida
  - Orde Lithistida
  - Orde Orchocladina
  - Orde Spirophorida
  - Orde Tetracladina
  - Orde Tetralithistida
- Onderklasse Ceractinomorpha
  - Orde Agelasida
  - Orde Dendroceratida
  - Orde Dictyoceratida
  - Orde Halichondrida
  - Orde Halisarcida
  - Orde Haplosclerida
  - Orde Poecilosclerida
  - Orde Stromatoporoidea
  - Orde Verongida
  - Orde Verticillitida

## Indeling volgens <WoRMS>
Onderklassen:
- Heteroscleromorpha
- Keratosa
- Verongimorpha

## Galerij

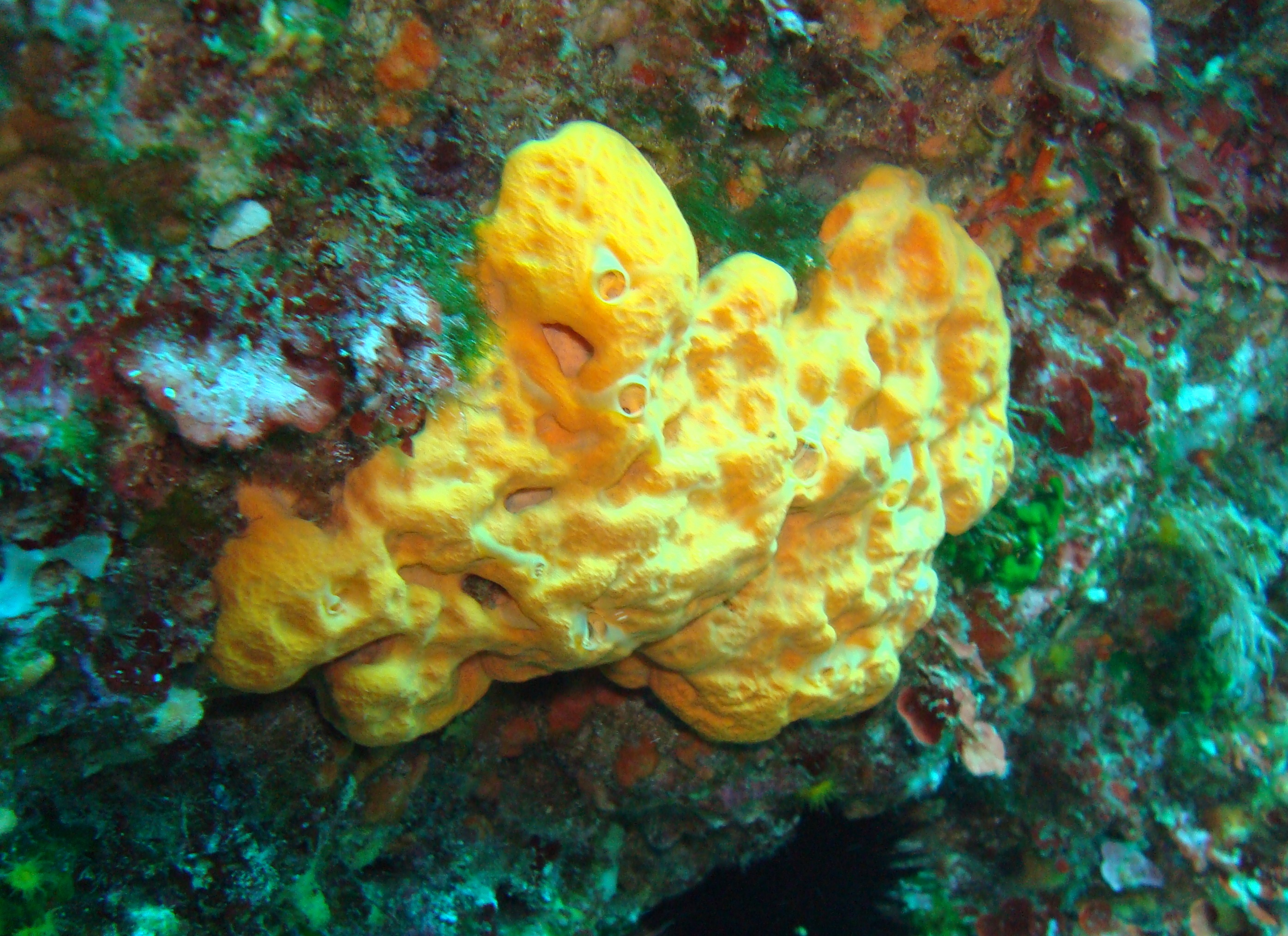
Agelas oroides (Agelasida)
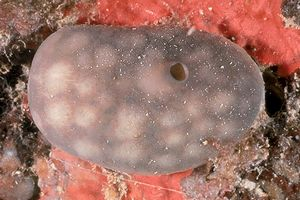
Chondrosia reniformis (Chondrosida)
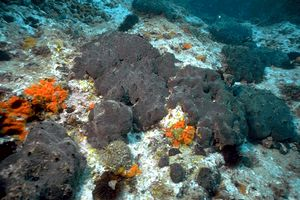
Spongia officinalis (Dictyoceratida)
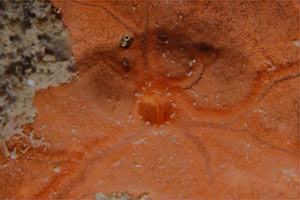
Spirastrella cunctatrix (Hadromerida)
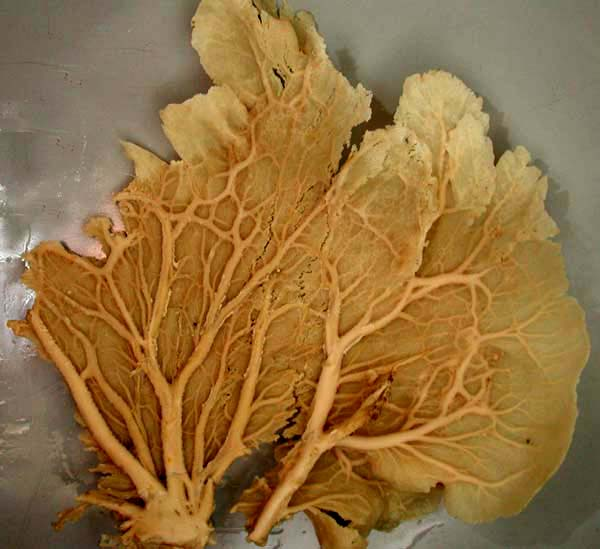
Phakellia sp. (Halichondrida)
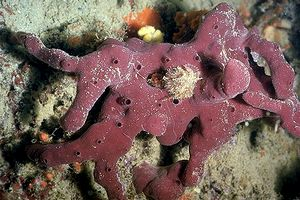
Petrosia ficiformis (Haplosclerida)
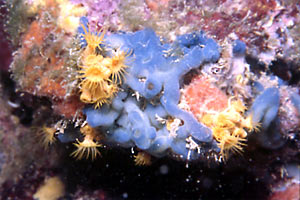
Oscarella lobularis (Homosclerophorida)
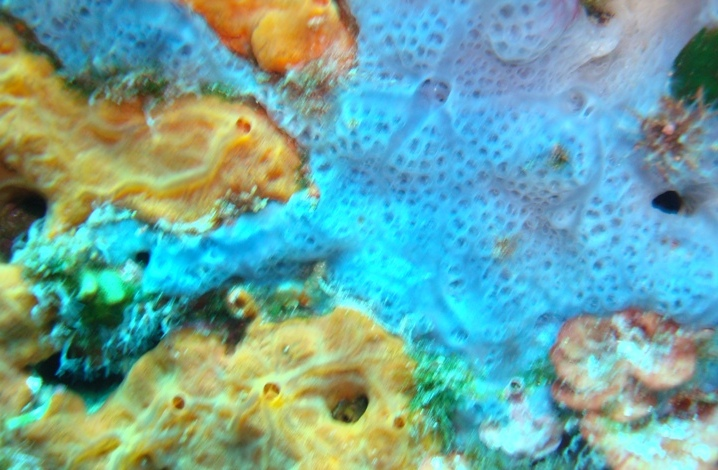
Phorbas tenacior (Poecilosclerida)
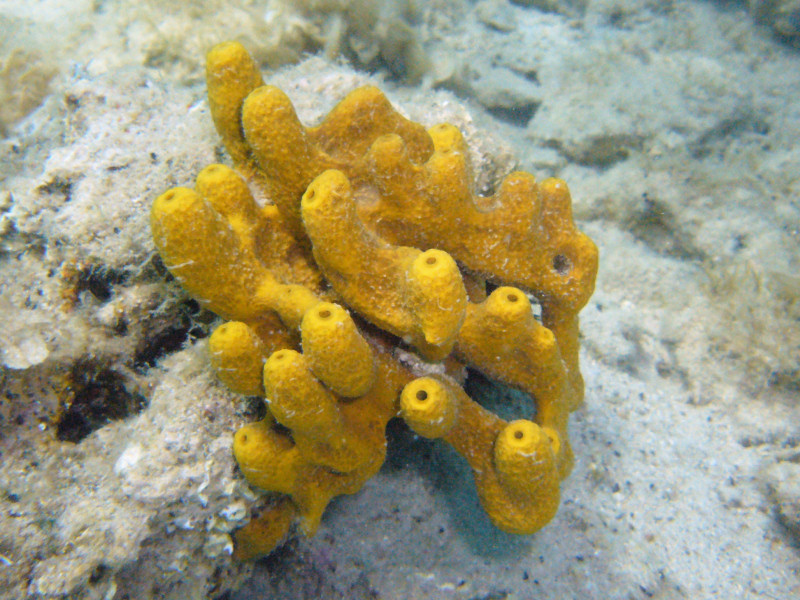
Aplysina aerophoba (Verongida)